# Fiori italiani
Fiori italiani è un saggio autobiografico del 1976 di Luigi Meneghello. È scritto come una riflessione, documentata sui testi dei libri usati dall'autore, delle scuole elementari, delle medie, del ginnasio, del liceo, dell'Università di Padova, sull'educazione (diseducazione) ricevuta dallo scrittore e da tutti i suoi coetanei vicentini e veneti, nati negli anni venti durante il ventennio fascista.

## Storia editoriale
Pubblicato nel 1976 ma “pensato per la prima volta”, come ricorda l'autore nella sua prefazione,
(Fiori italiani, pag 783)

## Contenuto
Il libro offre un ritratto impietoso, velato da un ironico sarcasmo, di come il fascismo aveva conquistato ogni spazio culturale ed intellettuale dell'Italia.
I giovani venivano educati in un ambiente che veniva vissuto da tutti come un sistema così scontato da sentirlo naturale. Tutto ciò rendeva inimmaginabile pensare che ci fosse qualcosa d'altro. L'autore descrive i suoi insegnanti, nei vari ordinamenti, come persone normali. Solo qualche insegnante, come il "Mostro di Chiampo"
(pag 843)
si manifestava come fanatico e quindi era vissuto solo come un grottesco personaggio.
Il libro è uno dei più impegnati dell'Autore. Colpisce l'analisi della formazione e della cultura ricevuta nei primi venti anni della sua vita con osservazioni che possono essere ritenute valide in ogni epoca ed ambiente. Significativi i costanti riferimenti formativi e culturali all'ambiente scolastico inglese che lo vide professore negli anni post seconda guerra mondiale. La stessa origine del titolo “i fiori” è nata pensando ad un “panel” sull'educazione presso l'Università di Reading.
La storia-saggio dell'educazione-diseducazione della generazione dei giovani italiani nati all'inizio del fascismo si conclude con una specie di conversione, di tipo quasi laico-religioso, dopo l'incontro, fondamentale, avvenuto tra il 1942-1943, con il professor Antonio Giuriolo, al quale dedica il settimo e ultimo capitolo.
La scoperta che l'autore e i suoi amici fanno della magnetica e carismatica personalità di Giuriolo fu devastante perché permetterà loro di capire quanto tronfia ed ammorbante era la cultura e la formazione fascista nella quale erano cresciuti ed avevano anche primeggiato nei “littoriali” a Vicenza, Padova, Bologna.

## Edizioni
- Fiori italiani, Collana La Scala, Milano, Rizzoli, 1976.
- Fiori italiani, Collana Oscar Oro n.13, Milano, Mondadori, 1988.
- Fiori italiani, con un mazzo di nuovi Fiori, Collana Scrittori contemporanei, Milano, BUR, 2006, ISBN 978-88-170-1252-2.
- in  Opere scelte, Collana I Meridiani, Milano, Arnoldo Mondadori Editore, 2006, ISBN 978-88-04-54925-3.